# آقچه‌داغ
آقچه‌داغ (به ترکی استانبولی: Akçadağ) شهری است در کشور ترکیه که در استان ملطیه واقع شده‌است. جمعیت این شهر بر اساس سرشماری سال ۲۰۰۸ میلادی ۸٬۹۴۸ نفر و بر اساس برآوردهای سال ۲۰۰۹ میلادی ۹٬۴۶۹ نفر می‌باشد.